# Нармада (река)

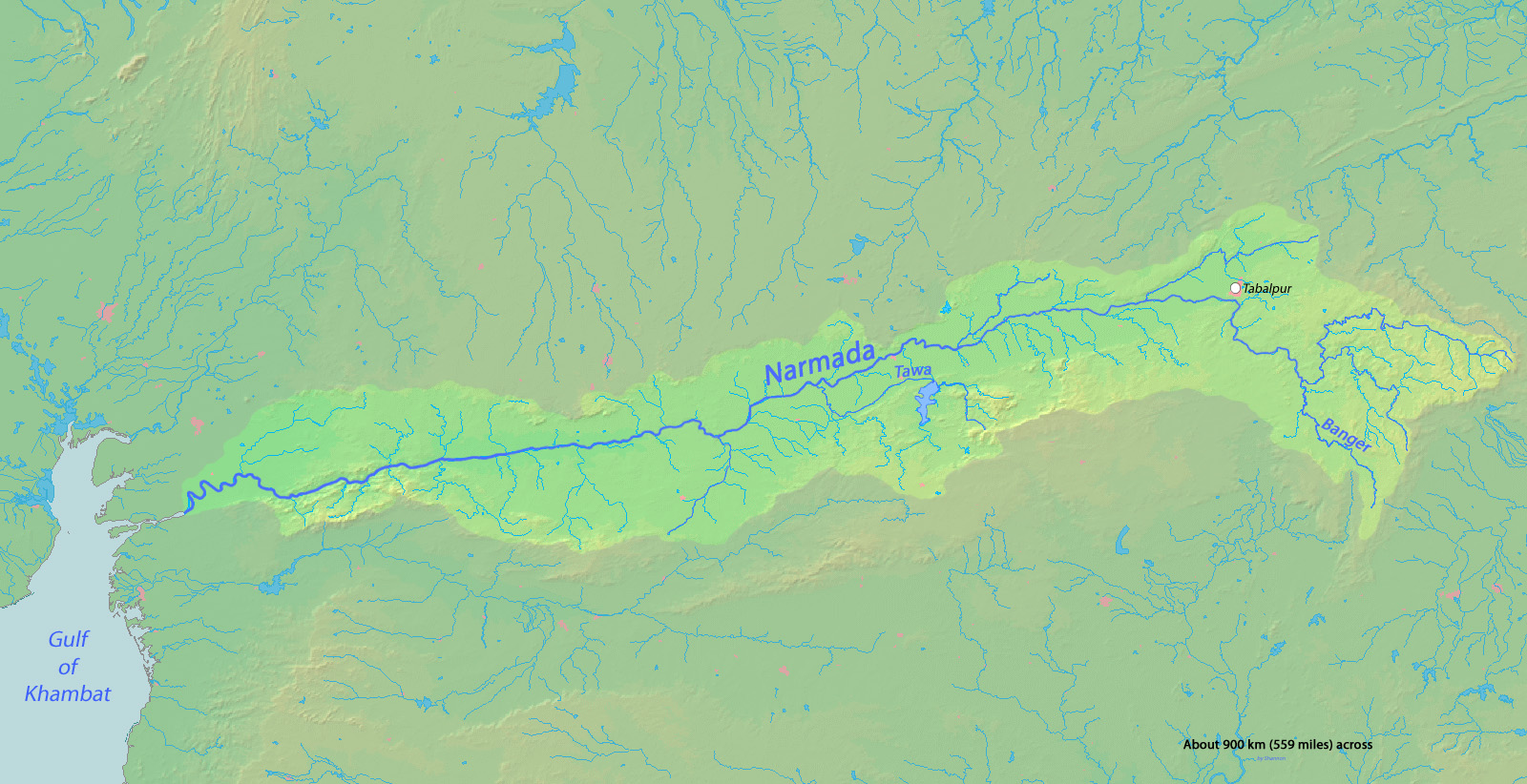
Бассейн Нармады

Нарма́да, Нарба́да (хинди नर्मदा) — река на полуострове Индостан (Индия). Протекает по Центральной Индии и впадает в Аравийское море. Общая длина — 1312 км, бассейн реки составляет 98 796 квадратных километра. 
Исток Нармады находится на севере штата Мадхья-Прадеш в городе Амаркантак, вокруг официального истока выстроен храм Нармада Кунд. На протяжении первых 320 км она извивается меж холмов на плато Багхелкханд, образующих подножие гор Сатпура. У Джабалпура она течёт через красивые мраморные скалы, потом через низменность между горами Виндхья и Сатпура в юго-западном направлении. Дельта Нармады, начинающаяся уже за 20 км до побережья, расположена к северу от Сурата в Камбейском заливе (штат Гуджарат).
Бассейн Нармады охватывает северные отроги горной системы Сатпура, однако не включает в себя плато Виндхья, воды которого стекают в Ганг и Джамну. Вместе с плато Виндхья Нармада образует своеобразную границу между северной Индией, в особенности долиной Ганга, и южной Индией (Деканом). Река используется не только для орошения окружающей местности, но и для судоходства. В сезон дождей по ней на определённых отрезках могут плавать даже крупные корабли.
Нармада — одна из самых священных рек индуизма. Поэтому на всём её протяжении расположены многочисленные паломнические места, к примеру город Махешвар в штате Мадхья-Прадеш. Особо почётным паломничеством считается путешествие от истока до устья по одному берегу, а после от устья до истока по другому. Подобное паломничество может длиться до двух лет.
В нижнем течении реки с 1961 года строится плотина с гидроэлектростанцией мощностью в 1450 мегаватт, которая относится к оросительному проекту Сардар-Саровар, вызывающему множество диспутов. Противники этого проекта сформировали экологическое движение Нармада-Бачао-Андолан («Спасите Нармаду»), возглавляемое Медхой Паткар. Индийская писательница Арундати Рой также проявила себя как активная противница этого проекта. В 1999 году требования движения получили отказ по решению Верховного суда.
На реке также расположены самые известные после Варанасских гхаты.
В центре долины Нармады, в 40 км северо-восточнее Хошангабада, находится местонахождение Нармада (штат Мадхья-Прадеш), где был обнаружен череп Homo erectus (Hathnora 1, Narmada Skull Cap), сходный также с Homo helmei и ключица пигмеоида, жившего 700—200 тыс. лет назад. Палеоантрополог Крис Стрингер предположил, что окаменелость Narmada Skull Cap могла принадлежать денисовскому человеку.
В формации Ламента (маастрихский ярус) в 92 кладках найдены 256 окаменелых яиц динозавров, в том числе яйцо титанозаврида с патологией ovum-in-ovo (яйцо в яйце), которая ранее была известна только у птиц.

## См.также
- Реки Индии